# Barenton
Barenton é uma comuna francesa na região administrativa da Normandia, no departamento Mancha. Estende-se por uma área de 35,05 km². Em 2010 a comuna tinha 1 236 habitantes (densidade: 35,3 hab./km²).